# Дальневосточная длинная камбала
Дальневосточная длинная камбала, или малорот Стеллера (лат. Glyptocephalus stelleri) — вид лучепёрых рыб из семейства камбаловые (Pleuronectidae) отряда камбалообразных.
Максимальная длина тела 52 см, обычная 34. Максимальный зарегистрированный вес 1,5 кг, возраст — 23 года. Обитает в северной части Тихого океана: Японское море, Татарский пролив и южные Курильские острова. Также встречается в Беринговом море. Донная рыба, встречается на глубине от 8 до 1600 м, обычно от 15 до 800 м. Для оценки степени угрозы для вида недостаточно данных, он безвреден для человека, является объектом коммерческого промысла.